# Storenosoma supernum
Espèce
Synonymes
- Storenosoma superna Davies, 1986

Storenosoma supernum est une espèce d'araignées aranéomorphes de la famille des Amaurobiidae.

## Distribution
Cette espèce est endémique d'Australie. Elle se rencontre dans l'extrême Nord-Est de la Nouvelle-Galles du Sud et dans l'extrême Sud-Est du Queensland.

## Description
Le mâle décrit par Milledge en 2011 mesure 6,10 mm et la femelle 6,50 mm

## Publication originale
- Davies, 1986 : New Australian species of Otira Forster & Wilton, 1973 and Storenosoma Hogg, 1900 (Araneae: Amaurobiidae). Memoirs of the Queensland Museum, vol. 22, p. 237-251 (texte intégral).